# Giro de Lombardía 1949
El Giro de Lombardía 1949 fue la 43.ª edición del Giro de Lombardía. Esta carrera ciclista organizada por La Gazzetta dello Sport se disputó el 23 de octubre de 1949 con salida y llegada a Milán después de un recorrido de 222 km.
El italiano Fausto Coppi (Bianchi-Ursus) consiguió la cuarta victoria consecutiva, marca aún no igualada en la historia de la prueba. Completan el podio el suizo Ferdi Kubler (Tebag) y el también italiano Nedo Logli (Arbos).

## Desarrollo
Coppi pincha en la subida en el Monte Berti, a 15 km de la cima. Sus rivales lo ven y lo atacan pero el italiano cambia rápidamente de tubular y comienza a remontar posiciones. A 20 kilómetros del final ataca de forma definitiva, ya que marcha en solitario hacia la victoria.

## Clasificación general
| Posición | Ciclista         | Equipo           | Tiempo   |
| -------- | ---------------- | ---------------- | -------- |
| 1        | Fausto Coppi     | Bianchi-Ursus    | 5h50'30" |
| 2        | Ferdi Kübler     | Tebag            | a 2'52"  |
| 3        | Nedo Logli       | Arbos            | s.t.     |
| 4        | Fiorenzo Magni   | Wilier-Triestina | s.t.     |
| 5        | Antonio Covolo   | Frejus           | s.t.     |
| 6        | Giorgio Albani   | Legnano          | s.t.     |
| 7        | Giulio Bresci    | Wilier-Triestina | s.t.     |
| 8        | Pasquale Fornara | Legnano          | s.t.     |
| 9        | Antonin Rolland  | Ricci            | s.t.     |
| 10       | Giancarlo Astrua | Benotto          | s.t.     |